# Natação no Campeonato Europeu de Esportes Aquáticos de 2014 - 100 m borboleta masculino
A prova dos 100 metros borboleta masculino da natação no Campeonato Europeu de Esportes Aquáticos de 2014 ocorreu nos dias 22 e 23 de agosto em Berlim, na Alemanha. 

## Calendário
| Fase          | Data         | Hora  |
| ------------- | ------------ | ----- |
| Eliminatórias | 22 de agosto | 10:05 |
| Semifinal     | 22 de agosto | 18:29 |
| Final         | 23 de agosto | 16:27 |

Todos os horários estão no horário local (UTC+1)

## Recordes
Antes desta competição, os recordes eram os seguintes:
| Recorde mundial       | Michael Phelps | 49.82 | Roma     | 1 de agosto de 2009 |
| Recorde europeu       | Milorad Čavić  | 49.95 | Roma     | 1 de agosto de 2009 |
| Recorde do campeonato | Milorad Čavić  | 51.45 | Debrecen | 26 de maio de 2012  |

Os seguintes novos recordes foram estabelecidos durante esta competição. 
| Data         | Prova | Nadador         | Nacionalidade | Tempo | Recordes              |
| ------------ | ----- | --------------- | ------------- | ----- | --------------------- |
| 23 de agosto | Final | Konrad Czerniak | Polónia       | 51.38 | Recorde do campeonato |

## Medalhistas
| Ouro                  | Prata             | Bronze                |
| Konrad Czerniak (POL) | László Cseh (HUN) | Pavel Sankovich (BLR) |

## Resultados

### Eliminatórias
Esses foram os resultados das eliminatórias. 
| Pos. | Bateria | Raia | Nadador               | Nacionalidade        | Tempo | Notas |
| ---- | ------- | ---- | --------------------- | -------------------- | ----- | ----- |
| 1    | 6       | 4    | László Cseh           | Hungria              | 52.14 | Q     |
| 2    | 4       | 4    | Steffen Deibler       | Alemanha             | 52.22 | Q     |
| 3    | 5       | 4    | Konrad Czerniak       | Polónia              | 52.26 | Q     |
| 4    | 5       | 3    | Paweł Korzeniowski    | Polónia              | 52.35 | Q     |
| 5    | 4       | 7    | Pavel Sankovich       | Bielorrússia         | 52.40 | Q     |
| 6    | 6       | 6    | Adam Barrett          | Reino Unido          | 52.42 | Q     |
| 7    | 6       | 5    | Evgeny Korotyshkin    | Rússia               | 52.51 | Q     |
| 8    | 4       | 3    | Nikita Konovalov      | Rússia               | 52.65 | Q     |
| 9    | 4       | 6    | Joeri Verlinden       | Países Baixos        | 52.72 | Q     |
| 10   | 6       | 3    | Yauhen Tsurkin        | Bielorrússia         | 52.74 | Q     |
| 11   | 5       | 6    | Ivan Lenđer           | Sérvia               | 52.76 | Q     |
| 12   | 5       | 7    | Bence Pulai           | Hungria              | 52.78 | Q     |
| 13   | 4       | 2    | Mehdy Metella         | França               | 52.79 | Q     |
| 14   | 6       | 7    | Piero Codia           | Itália               | 52.92 | Q     |
| 15   | 6       | 1    | Marcin Cieślak        | Polónia              | 52.99 |       |
| 15   | 5       | 5    | Viacheslav Prudnikov  | Rússia               | 52.99 |       |
| 17   | 4       | 0    | Viktor Bromer         | Dinamarca            | 53.18 | Q     |
| 18   | 6       | 2    | Evgeny Koptelov       | Rússia               | 53.19 |       |
| 19   | 4       | 5    | Matteo Rivolta        | Itália               | 53.26 | Q     |
| 20   | 4       | 8    | Alexandru Coci        | Roménia              | 53.32 |       |
| 21   | 4       | 1    | Mario Todorović       | Croácia              | 53.42 |       |
| 22   | 5       | 9    | Jan Šefl              | Chéquia              | 53.61 |       |
| 23   | 5       | 1    | François Heersbrandt  | Bélgica              | 53.64 |       |
| 23   | 3       | 0    | Simon Sjödin          | Suécia               | 53.64 |       |
| 25   | 5       | 0    | Andreas Vazaios       | Grécia               | 53.65 |       |
| 26   | 6       | 9    | Jordan Coelho         | França               | 53.70 |       |
| 27   | 5       | 2    | Nico van Duijn        | Suíça                | 53.73 |       |
| 28   | 6       | 0    | Jan Świtkowski        | Polónia              | 53.74 |       |
| 29   | 6       | 8    | Stefanos Dimitriadis  | Grécia               | 53.85 |       |
| 30   | 3       | 6    | Paul Lemaire          | França               | 53.95 |       |
| 31   | 2       | 5    | Tuomas Pokkinen       | Finlândia            | 53.96 |       |
| 32   | 3       | 5    | Tadas Duškinas        | Lituânia             | 53.97 |       |
| 33   | 2       | 6    | Sindri Jakobsson      | Noruega              | 53.99 |       |
| 34   | 3       | 2    | Deividas Margevičius  | Lituânia             | 54.03 |       |
| 35   | 5       | 8    | Tom Kremer            | Israel               | 54.05 |       |
| 36   | 3       | 3    | Bence Biczó           | Hungria              | 54.06 |       |
| 37   | 4       | 9    | Robert Žbogar         | Eslovênia            | 54.11 |       |
| 38   | 3       | 4    | Nimrod Shapira Bar-Or | Israel               | 54.33 |       |
| 39   | 2       | 8    | Diogo Carvalho        | Portugal             | 54.54 |       |
| 40   | 3       | 8    | Riku Poeytaekivi      | Finlândia            | 54.70 |       |
| 40   | 2       | 0    | Alexander Nyström     | Suécia               | 54.70 |       |
| 42   | 2       | 4    | Konstantinos Markozis | Grécia               | 54.72 |       |
| 43   | 3       | 7    | Filip Milcevic        | Áustria              | 54.74 |       |
| 44   | 1       | 6    | Martin Liivamägi      | Estónia              | 54.91 |       |
| 45   | 3       | 1    | Nuno Quintanilha      | Portugal             | 55.08 |       |
| 46   | 2       | 2    | Jesper Björk          | Suécia               | 55.09 |       |
| 47   | 1       | 4    | Teimuraz Kobakhidze   | Geórgia              | 55.21 |       |
| 48   | 2       | 3    | Tomáš Havránek        | Chéquia              | 55.43 |       |
| 49   | 3       | 9    | Brendan Hyland        | Irlanda              | 55.52 |       |
| 50   | 1       | 3    | Etay Gurevich         | Israel               | 55.55 |       |
| 51   | 2       | 9    | Igor Kozlovskij       | Lituânia             | 55.81 |       |
| 52   | 2       | 1    | Nikša Stojkovski      | Croácia              | 55.93 |       |
| 53   | 1       | 5    | Ensar Hajder          | Bósnia e Herzegovina | 56.03 |       |
| 54   | 2       | 7    | Daniel Skaaning       | Dinamarca            | 56.45 |       |

### Semifinal
Esses foram os resultados das semifinais. 
Semifinal 1
| Pos. | Raia | Nadador            | Nacionalidade | Tempo | Notas |
| ---- | ---- | ------------------ | ------------- | ----- | ----- |
| 1    | 3    | Adam Barrett       | Reino Unido   | 51.80 | Q     |
| 2    | 4    | Steffen Deibler    | Alemanha      | 51.81 | Q     |
| 3    | 5    | Paweł Korzeniowski | Polónia       | 52.07 | Q     |
| 4    | 6    | Nikita Konovalov   | Rússia        | 52.11 | Q     |
| 5    | 2    | Yauhen Tsurkin     | Bielorrússia  | 52.27 |       |
| 6    | 1    | Piero Codia        | Itália        | 52.40 |       |
| 7    | 8    | Matteo Rivolta     | Itália        | 52.62 |       |
| 8    | 7    | Bence Pulai        | Hungria       | 52.66 |       |

Semifinal 2
| Pos. | Raia | Nadador            | Nacionalidade | Tempo | Notas |
| ---- | ---- | ------------------ | ------------- | ----- | ----- |
| 1    | 5    | Konrad Czerniak    | Polónia       | 51.58 | Q     |
| 2    | 3    | Pavel Sankovich    | Bielorrússia  | 51.83 | Q     |
| 3    | 2    | Joeri Verlinden    | Países Baixos | 52.10 | Q     |
| 4    | 1    | Mehdy Metella      | França        | 52.20 |       |
| 4    | 4    | László Cseh        | Hungria       | 52.20 |       |
| 6    | 6    | Evgeny Korotyshkin | Rússia        | 52.50 |       |
| 7    | 7    | Ivan Lenđer        | Sérvia        | 52.59 |       |
| 8    | 8    | Viktor Bromer      | Dinamarca     | 52.83 |       |

Desempate
| Pos. | Raia | Nadador       | Nacionalidade | Tempo | Notas |
| ---- | ---- | ------------- | ------------- | ----- | ----- |
| 1    | 4    | László Cseh   | Hungria       | 51.73 | Q     |
| 2    | 5    | Mehdy Metella | França        | 51.96 |       |

### Final
Esse foi o resultado da final. 
| Pos.              | Raia | Nadador            | Nacionalidade | Tempo | Notas                 |
| ----------------- | ---- | ------------------ | ------------- | ----- | --------------------- |
| Medalha de ouro   | 4    | Konrad Czerniak    | Polónia       | 51.38 | Recorde do campeonato |
| Medalha de prata  | 8    | László Cseh        | Hungria       | 51.89 |                       |
| Medalha de bronze | 6    | Pavel Sankovich    | Bielorrússia  | 51.92 |                       |
| 4                 | 5    | Adam Barrett       | Reino Unido   | 51.95 |                       |
| 5                 | 3    | Steffen Deibler    | Alemanha      | 52.01 |                       |
| 6                 | 2    | Paweł Korzeniowski | Polónia       | 52.15 |                       |
| 7                 | 7    | Joeri Verlinden    | Países Baixos | 52.17 |                       |
| 8                 | 1    | Nikita Konovalov   | Rússia        | 52.40 |                       |

Legenda
| Recorde mundial       | Recorde mundial (World record)               |                       | Recorde africano                      | Recorde africano (African) |                                           | Q | Classificado por posição (Qualified) |
| Recorde do campeonato | Recorde do campeonato (Championship record)  | Recorde da América    | Recorde da América (Americas)         | q                          | Classificado por melhor tempo (Qualified) |   |                                      |
| Melhor marca do ano   | Melhor marca do ano (World leading)          | Recorde asiático      | Recorde asiático (Asian)              | DNS                        | Não largou (Did not start)                |   |                                      |
| Recorde nacional      | Recorde nacional (National record)           | Recorde europeu       | Recorde europeu (European)            | DNF                        | Não terminou (Did not finish)             |   |                                      |
| Recorde pessoal       | Recorde pessoal do atleta (Personal best)    | Recorde da Oceania    | Recorde da Oceania (Oceania)          | DSQ / DQ                   | Desclassificado (Disqualified)            |   |                                      |
| Recorde da temporada  | Recorde da temporada do atleta (Season best) | Recorde sul-americano | Recorde sul-americano (South America) | NM                         | Sem marca (No mark)                       |   |                                      |